# Scamandra polychroma
Scamandra polychroma är en insektsart som beskrevs av Gerstaecker 1895. Scamandra polychroma ingår i släktet Scamandra och familjen lyktstritar. Inga underarter finns listade i Catalogue of Life.